# Общественный театр (Беллинцона)
Общественный театр Беллинцоны (итал. Teatro Sociale di Bellinzona) расположен на центральной площади (итал. Piazza del Governo) города Беллинцона, главного города швейцарского кантона Тичино. Театр был возведён в 1846–1847 годах инженером Рокко фон Ментленом в соответствии с проектом и распоряжениями миланского архитектора Джакомо Моральи, работавшего в неоклассическом архитектурном стиле. Театр был открыт 6 декабря 1847 года.
Здание театра представляет собой типичный образец классического итальянского театра: кубическая форма здания в плане с 2 этажами, простая и строгая декорация внешних стен.
В первоначальном плане театра его вместимость составляла 700 зрителей.
Первоначальный облик театра по проекту Джакомо Моральи впоследствии трижды претерпевал изменения: так в 1894 году архитектор Маурицио Конти пристроил к нему общественное казино (ныне ресторана), в 1919 году была произведена реконструкция несущих балок театра, а в 1995 году архитекторами Джанкарло и Пиа Дуришами были реконструированы фойе, зал и внутренне пространство, а также полностью заменены сценические механизмы.
В 1950 году театр был преобразован в кинотеатр, который проработал до 1970 года, после чего здание театра оставалось неиспользуемым до 1990-х годов.